# Wijken en buurten in Boxtel
De Nederlandse gemeente Boxtel is voor statistische doeleinden onderverdeeld in wijken en buurten. De gemeente is verdeeld in de volgende statistische wijken:
- Wijk 00 Boxtel (CBS-wijkcode:075700)
- Wijk 01 Lennisheuvel (CBS-wijkcode:075701)
- Wijk 02 Liempde (CBS-wijkcode:075702)

Een statistische wijk kan bestaan uit meerdere buurten. Onderstaande tabel geeft de buurtindeling met kentallen volgens het Centraal Bureau voor de Statistiek (2008):
| CBS-buurtcode | Buurtnaam                                      | Inwonertal | Opp. totaal (ha) | Opp. land (ha) | Ligging                |
| ------------- | ---------------------------------------------- | ---------- | ---------------- | -------------- | ---------------------- |
| BU07570000    | Boxtel-Centrum                                 | 7500       | 264              | 255            | Locatie in de gemeente |
| BU07570001    | Boxtel-Oost                                    | 9510       | 176              | 176            | Locatie in de gemeente |
| BU07570002    | Boxtel-Noord                                   | 3540       | 89               | 88             | Locatie in de gemeente |
| BU07570003    | Munsel-Selissen                                | 2530       | 151              | 150            | Locatie in de gemeente |
| BU07570004    | Industrieterrein Boxtel                        | 100        | 133              | 133            | Locatie in de gemeente |
| BU07570005    | Verspreide huizen Kleinderliempde              | 190        | 258              | 256            | Locatie in de gemeente |
| BU07570006    | Verspreide huizen Tongeren, Luissel en Nergena | 370        | 574              | 556            | Locatie in de gemeente |
| BU07570007    | Verspreide huizen Hal en Heult                 | 60         | 534              | 514            | Locatie in de gemeente |
| BU07570008    | Verspreide huizen Langenberg                   | 260        | 348              | 342            | Locatie in de gemeente |
| BU07570009    | Verspreide huizen Roond                        | 180        | 949              | 912            | Locatie in de gemeente |
| BU07570100    | Lennisheuvel                                   | 840        | 47               | 47             | Locatie in de gemeente |
| BU07570109    | Verspreide huizen Lennisheuvel                 | 320        | 1052             | 1048           | Locatie in de gemeente |
| BU07570200    | Liempde                                        | 4140       | 199              | 199            | Locatie in de gemeente |
| BU07570206    | Hezelaar                                       | 170        | 114              | 114            | Locatie in de gemeente |
| BU07570207    | Vrilkhoven                                     | 110        | 116              | 116            | Locatie in de gemeente |
| BU07570208    | Verspreide huizen Kasteren en Berg             | 260        | 665              | 656            | Locatie in de gemeente |
| BU07570209    | Verspreide huizen Velders Bosch en De Scheeken | 160        | 808              | 808            | Locatie in de gemeente |